# Thrandina parocula
Thrandina parocula is een spinnensoort in de taxonomische indeling van de springspinnen (Salticidae).
Het dier behoort tot het geslacht Thrandina. De wetenschappelijke naam van de soort werd voor het eerst geldig gepubliceerd in 2006 door Maddison.